# Tokarnia (Święty Krzyż)
Tokarnia is een plaats in het Poolse district  Kielecki, woiwodschap Święty Krzyż. De plaats maakt deel uit van de gemeente Chęciny en telt 1400 inwoners.